# Limnichus picinus
Limnichus picinus is een keversoort uit de familie dwergpilkevers (Limnichidae). De wetenschappelijke naam van de soort werd in 1881 gepubliceerd door Thomas Broun.